# TK 엔터테인먼트의 음반
이 문서는 TK 엔터테인먼트에서 발매한 음반 목록이다.

## 2010년대
- 2013년 10월 10일 김필 - [Digital Single] Beautiful
- 2013년 11월 28일 김필 - [Digital Single] 슈가슈가 (Sugar Sugar)
- 2014년 5월 9일 라피스라줄리 - Never Don't Stop
- 2015년 3월 18일 써스포 - [Digital Single] 흔들어 (Shake It)
- 2016년 1월 27일 써스포 - [Digital Singke] Pick Me Up
- 2016년 4월 11일 써스포 - 천상의 약속 OST Part.7[1]